# Едвард Жентара
Едвард Жентара (пол. Edward Żentara; 18 березня 1956, Сянув, Польща — 25 травня 2011, Тарнів, Польща) — польський актор театру, кіно і телебачення, театральний режисер і культурний діяч.

## Біографія
Народився 18 березня 1956 року в м. Сянув. Акторську освіту отримав у кіношколі в Лодзі, яку закінчив у 1980 році. Дебютував на театральній сцені в 1980 році. Був актором театрів у Любліні, Варшаві, Кракові, Щецині, Кошаліні, Тарнові. У 1981—2007 роках грав у виставах «театру телебачення». Займав посаду директора театрів у Кошаліні і Тарнові.
Скоїв самогубство 25 травня 2011 року в Тарнові. Похований на міському цвинтарі в Кошаліні.
Його син Миколай є засновником польської блек-метал групи Mgła.

## Вибрана фільмографія
- 1981 — Був джаз / Był jazz
- 1981 — Великий забіг / Wielki bieg
- 1984 — Мариня / Marynia
- 1985 — Полковник Редль / Redl ezredes
- 1985 — Siekierezada
- 1985 — Дезертири / CK dezerterzy
- 1987 — Лук Купідона / Łuk Erosa
- 1989 — Важко бути богом / Es ist nicht leicht ein Gott zu sein
- 1992 — Enak
- 1993 — серіал «Аляска Кід»
- 2000 — Вирок Франсішку Клосу / Wyrok na Franciszka Kłosa
- 2002 — Відьмак / Wiedźmin
- 2007 — Диверсант. Кінець війни

## Нагороди
- 1986 — Премія, 26-ті Калішські театральні зустрічі.
- 1986 — Премія імені Збігнєва Цибульського.
- 1989 — Бронзовий Хрест Заслуги (Польща).